# Pietro Nobile (musicista)
Pietro Nobile (Milano, 28 gennaio 1960) è un chitarrista italiano.
Chitarrista acustico, compositore, arrangiatore, produttore, dimostratore di chitarre Guild-Ovation-Fender per M.Casale Bauer.
È noto soprattutto per la sua tecnica del fingerstyle.
Durante la sua carriera ha partecipato a progetti con tanti artisti italiani e stranieri , tra cui Marcel Dadi, Mogol-Mario Lavezzi, Flavio Oreglio, Vinnie Colaiuta, Simon Phillips, Tony Levin, Herbert Pagani,Franco Mussida, Gatto Panceri.
Arrangiatore, giornalista specializzato, docente di musica presso CPM di Milano e dimostratore dal 1985 ad oggi per Source Audio - QSC - Seymour Duncan - Hercules - Vovox - Tube Tech - DPA - Makie - Elixir Strings - T.C. Electronic - AKG - Alesis – Eventide - Ernie Ball e per le chitarre quali Guild – Ovation – Fender – Yairi - Almansa e Cordoba.

## Biografia
Inizia a suonare la chitarra all'età di 16 anni completamente da autodidatta, sulle orme di grandi maestri quali Marcel Dadi, Lenny Breau, Chet Atkins, Earl Klugh, Jerry Reed, Merle Travis.
Inizia giovanissimo l'attività concertistica solista: già a 20 anni è a Parigi invitato a suonare la chitarra acustica da Herbert Pagani e Marcel Dadi, con il quale ha condiviso alcuni concerti e una breve tournée in USA. Nel 1981 conosce sulle panchine dell'università Flavio Oreglio: in duo cominciano un'avventura musicale nei club milanesi che porterà, tra l'altro, alla realizzazione dei primi dischi di Flavio (per la Clou Record) distribuiti da EMI.
Dopo un'intensa attività concertistica sia come solista che in piccole formazioni (trio/quartetto) nel 1986 comincia a scrivere per la rivista Guitar Club una rubrica fissa dal titolo "Fingerstyle Jazz".
Sempre nello stesso anno diventa endorser per le chitarre acustiche distribuite in Italia da M. Casale Bauer
Nel 1987 Emi pubblica il suo primo disco Waiting prodotto da Alberto Radius.
Nel 1988 inizia ad insegnare al CPM di Milano tenendo un corso monografico sul fingerstyle.
Numerosi gli stage e i seminari che tiene in giro per l'Europa.
Con Marino Vignali  nel 1990/91crea l'associazione A.D.G.P.A. Italia che promuoverà concerti ed eventi su tutto il territorio nazionale.
Nel 1991, e per i tre anni seguenti, partecipa alla Rassegna Mondiale della Chitarra di Issoudun in Francia, invitato dallo stesso Marcel Dadi. È il primo italiano a partecipare a questa manifestazione. Ci ritornerà altre due volte a metà degli anni 2000-
Nel frattempo dal 1990 fino al 1996 collabora con Nanni Svampa nel concerto-spettacolo sulla canzone d'autore di George Brassens, partecipando a moltissimi spettacoli in teatri prestigiosi, tra cui il Club Tenco a San Remo, il teatro Lirico di Milano in uno spettacolo internazionale dedicato al cantautore francese.
La rivista Guitar Club lo elegge miglior chitarrista acustico italiano per gli anni 1991, 1992 e 1994.
Nel 1992 in qualità di dimostratore ufficiale per Ovation partecipa a "The Ultimate International Ovation Seminar" negli USA insieme a Marcel Dadi e partecipa alla fondazione dell'associazione A.D.G.P.A Italia.
Nel 1995 registra due trasmissioni televisive intitolate Sound & Vision dedicate alla chitarra acustica e MTV trasmette un programma di due ore dedicato al fingerstyle in cui Pietro è ospite.
Nel 1996 collabora col cantante Gatto Panceri e viene convocato da Franco Mussida per curare la sezione fingerstyle del video corso di chitarra della Fabbri Editore. Per il lancio italiano del video corso, partecipa alcune volte alla trasmissione musicale Roxy Bar, condotta da Red Ronnie.
Sempre del '96 è la sua registrazione per il disco di Mario Lavezzi Chitarre e voci e la pubblicazione del primo libro didattico edito da Carisch La chitarra Fingerstyle-Preparazione e tecniche di base.
Ancora nel 1996 viene invitato a suonare all'Olympia di Parigi con altri chitarristi di fama mondiale in un concerto commemorativo per la scomparsa di Marcel Dadi, a cui seguirà a breve il disco Marcel Dadi-Hommage distribuito in tutto il mondo.
Nel 1997 tiene un concerto privato a casa di Gianni Versace.
Nel 1998 diventa dimostratore delle chitarre Guild, microfoni DPA e per le corde Elixir sempre per M. Casale Bauer
Nel 1999 esce il CD La città dei sogni, che contiene un brano utilizzato per la compilation di grande successo (solo in Italia 90 000 copie vendute) Eterea pubblicata da Emi.
Nel 2001 esce il CD Volo libero ancora per Emi, pubblicato in Italia e Svizzera.
Nello stesso periodo conosce Sylvie Gehringer la quale dopo alcuni concerti iniziali, diventa la manager di Pietro per i paesi francofoni.
Nel 2002 e nel 2003 partecipa al Montreux Jazz Festival, in due memorabili concerti solisti.
Nel 2002 riprende la collaborazione con Flavio Oreglio, producendo uno spettacolo per Zelig dal titolo Musicomedians, a cui partecipano anche Leonardo Manera, Sergio Sgrilli e Alberto Patrucco.
Nel 2003 inizia la collaborazione con un giovanissimo chitarrista suo allievo, Nicola Oliva nel quale intravede un potenziale enorme sia come strumentista che come implementazione del proprio pensiero armonico: le composizioni di Pietro si allargano ulteriormente mischiandosi coi contrappunti di Nicola. Più tardi queste esperienze si ritroveranno registrate nel cd Indefinito Infinito.
Diventa testimonial musicale del lancio Europeo della vettura BMW serie 5 e realizza le musiche per un programma sportivo prodotto dal gruppo Benetton per Telemontecarlo 
Realizza due puntate televisive per MTV dedicate alla chitarra acustica e partecipa ad alcuni programmi per Canale 5 (Fininvest)
Dal 2003 ad oggi intensifica l'attività concertistica in Europa e partecipa a numerose trasmissioni radiofoniche e televisive, oltre a proseguire l'attività didattica che lo porta a diventare padrino della sezione di chitarra acustica per la Fondazione "Little Dream Foundation" di Phil e Oriane Collins a Ginevra.
Nel novembre 2006 partecipa al Galà Telethon di Ginevra e in dicembre a quello per il Telefono Azzurro a Bologna.
Nel 2008 è impegnato in una tournée che lo porta in tutta Europa e si conclude con una serie di concerti in Canada.
Nel 2010 il disco prodotto da Pietro per Simone Borghi On line viene pubblicato in America.
Sempre nel 2010 esce il CD Indefinito Infinito con sonorità e composizioni di concezione completamente nuova rispetto al passato, l'anno successivo Nobile decide di lasciare i contratti con le Major per iniziare una collaborazione con Nicola Rosti, chitarrista, arrangiatore e produttore e Alberto Bastianelli, cantante, titolari della giovane etichetta Settembre Records che ne cura il management e l'editoria musicale.
A gennaio 2012 registra un DVD al Teatro Petrella di Longiano e viene seguito da QSC e Vovox in tutti i suoi concerti nel mondo.
Nel 2022 collabora nel proprio studio di registrazione alla produzione del nuovo disco di Franco Mussida.
Nel 2025 verrà pubblicato il suo nuovo nuovo lavoro discografico.
CONCERTI PIU' RINOMATI 
Montreux Jazz Festival - Olympia de Paris - Un été à Bourges - Festival des Guitares du Monde Canada - Paleo festival in Nyon - Teatro Ariston di San Remo – Teatro Lirico di Milano – Festival del Sahara in Tunisia - Issoudun A.D.G.P.A Guitar player association. Republica Ceca.

## Album
- 1987 - Waiting - EMI - prodotto da Alberto Radius
- 1999 - La Città Dei Sogni -
- 2001 - Volo Libero - EMI
- 2003 - “Eterea 1 & 3” - EMI (110.000 copie vendute)“Eterea 1 & 3” - EMI (110.000 copie         vendute)
- 2008 - Soul Roots -
- 2010 - Indefinito Infinito - Settembre Records

## Pubblicazioni
- 1987 - Waiting – partiture
- 1996 - La chitarra fingerstyle-Carisch
- 2001 - Enciclopedia Multimediale della chitarra-CPM Mediaworld
- 2016 - Grandi chitarristi italiani: Pietro Nobile-Hall Leonard
- 2022 -  Chitarra Fingerstyle concept- Volontè edizioni

## Collaborazioni editoriali
- “Guitar Club” – rubrica mensile didattica Fingerstyle jazz dal 1986
- “Yes Music” – test di strumenti acustici e hardware
- “Futura Music” – Ovation Factory Tour
- “Strumenti Musicali” – dal 2006, articoli di test hardware e tecniche di ripresa in studio di registrazione
- "CMPS" articoli tecnici sulla produzione

## Partecipazioni
Alcuni seminar tenuti da Pietro in Italia e all'estero:
- Little Dream Foundation – dal 2005 – Masterclasses – Ginevra (CH)
- Liceo Musicale EJMA - Stages – Losanna (CH)
- Disma fiera musica – dal 1986
- Soave Guitar Meeting – Concerti e seminari
- Guild Tour per Casale Bauer - Stages sulla chitarra acustica
- Recording Show – Stage per i fonici sulle tecniche di ripresa - Milano
- A.D.G.P.A. Convention – Concerti e seminari in tutta Italia
- Seminari Musicali Internazionali – San Salvo (Ch)
- Musica a Fiorano – MAF
- Second Hand Guitar - Stage sulla chitarra acustica - Milano
- I suoni della chitarra acustica contemporanea – Seminari al CPM - Milano